# Ţīkhor
Ţīkhvor (persiska: Ţīkhūr, طيخور) är en ort i Iran.   Den ligger i provinsen Qazvin, i den nordvästra delen av landet, 100 km nordväst om huvudstaden Teheran. Ţīkhvor ligger 1 868 meter över havet och antalet invånare är 198.
Terrängen runt Ţīkhvor är huvudsakligen kuperad, men norrut är den bergig. Runt Ţīkhvor är det ganska tätbefolkat, med 108 invånare per kvadratkilometer. Närmaste större samhälle är Abyek, 18,0 km sydost om Ţīkhvor. Trakten runt Ţīkhvor består i huvudsak av gräsmarker.